# Вариационный бикомплекс
В математике, лагранжева теория формулируется на гладких расслоениях в алгебраической форме в терминах вариационного бикомплекса, без апелляции к вариационному исчислению. Например, это относится к классической теории поля.
Вариационный бикомплекс - это коцепной комплекс дифференциальной градуированной алгебры на многообразии струй сечений гладкого расслоения. Лагранжианы и операторы Эйлера — Лагранжа на расслоениях определяются алгебраически как элементы этого бикомплекса. Когомологии вариационного бикомплекса приводят к глобальной первой вариационной формуле и первой теореме Нётер.
Будучи обобщенным на лагранжеву теорию градуированных четных и нечетных переменных на градуированных многообразиях, вариационный бикомплекс позволяет дать строгую математическую формулировку классической теории поля в общем случае редуцированных вырожденных лагранжианов БРСТ теории.